# Burden (groupe)
Pour les articles homonymes, voir Burden.
Burden est un groupe de stoner doom allemand.

## Biographie
Burden est formé en 2008 par Saint D. (ancien membre de Cryogenic et Hellfucked) et Dave (ancien membre de Deadspawn). Après plusieurs personnes, ils choisissent Johnny comme bassiste puis vient peu après le Canadien Thorsten au chant. En 2009 sort l'EP promotionnel The Fool. Le groupe obtient un contrat d'enregistrement avec le label indépendant Ván Records (distribués par Soulfood). En 2010 paraissent l'EP Man of No Account, puis le premier album A Hole in the Shell, enregistré par Kristian Kohlmannslehner. Début 2011, Burden joue en première partie de la tournée de Kyuss Lives!.

## Style musical
Burden mêle rock, sludge metal et stoner metal, et s'inspire de groupes comme Black Sabbath, Alice in Chains et Corrosion of Conformity.

## Membres
- Thorsten - chant
- Saint D. - guitare
- Johnny - basse
- Dave - batterie

## Discographie
- 2009 : The Fool (démo)
- 2010 : Man of No Account (EP, Ván Records)
- 2010 : A Hole in the Shell (album, Ván Records)